# Endomitoza
Endomitoza – podwajanie liczby chromosomów przez replikację bez podziału tuż przed mejozą. W czasie podziału mejotycznego pary identycznych chromosomów siostrzanych dzielą się odtwarzając kariotyp rodzicielski. Umożliwia to uniknięcie problemów związanych z segregacją.